# Hemistola orbiculosa
Hemistola orbiculosa är en fjärilsart som beskrevs av Inoue 1978. Hemistola orbiculosa ingår i släktet Hemistola och familjen mätare. Inga underarter finns listade i Catalogue of Life.